# N109 (België)
De N109 is een gewestweg in de Belgische provincie Antwerpen en verbindt de N16 bij Battel met de B101, een korte bretelle die de afrit 10 Mechelen-Zuid van de A1/E19 verbindt met de N1 Brusselsesteenweg.
De N109 ligt volledig op het grondgebied van de stad Mechelen en loopt grotendeels parallel met de A1/E19-autosnelweg tussen het Kanaal Leuven-Dijle en de afrit 10. Aan deze afrit is er toegang tot Technopolis, een doe-centrum voor wetenschap en technologie. De totale lengte van de weg bedraagt ongeveer 6 kilometer.
De weg werd aangelegd in de jaren 1970 of 1980 en draagt onder meer de naam Egide Walschaertsstraat en Uilmolenweg.